# Ouro Guélédjo
Ouro Guélédjo (auch: Ouro Galadjio, Ouro Geladjo, Ouro Guéladio, Ouro Guéladjo) ist eine Landgemeinde im Departement Say in Niger.

## Geographie

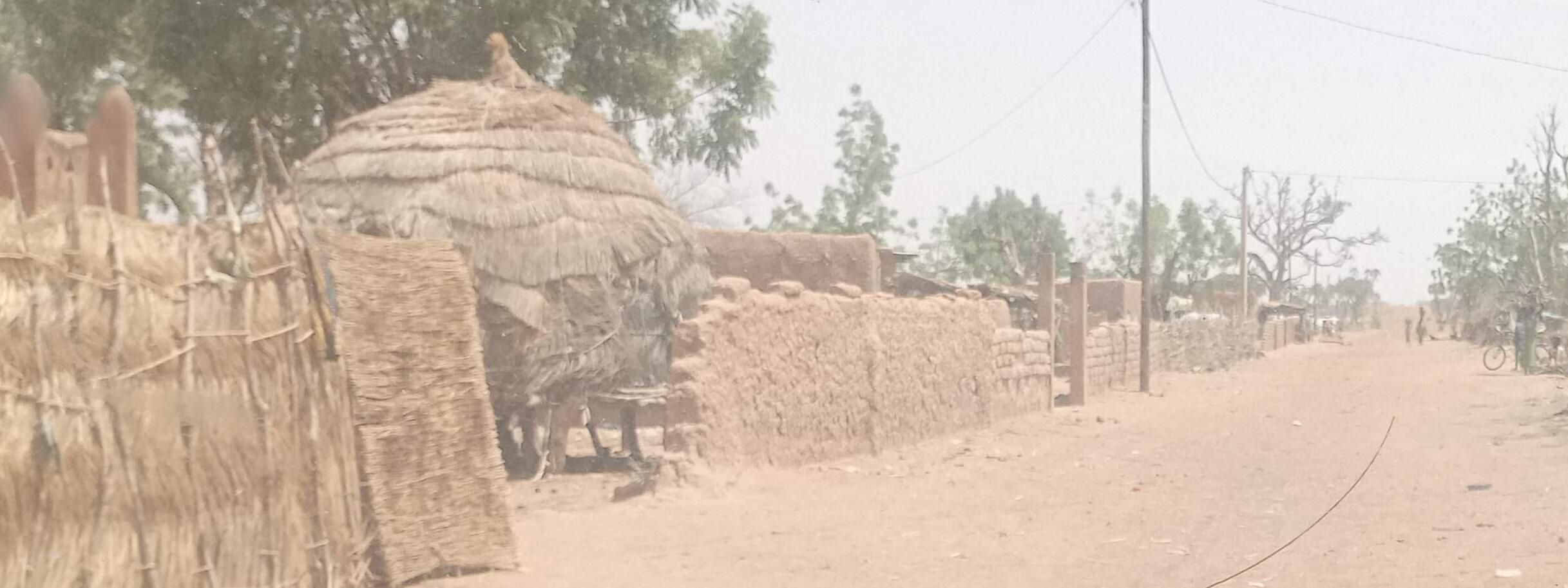
Hauptstraße im Gemeindehauptort Ouro Guélédjo (2024)

Ouro Guélédjo grenzt im Süden an den Nachbarstaat Burkina Faso. Die Nachbargemeinden in Niger sind Bitinkodji im Norden, Say und Tamou im Osten sowie Makalondi und Torodi im Westen. Die südliche Hälfte der Gemeinde wird zur Großlandschaft Sudan gerechnet, während die nördliche Hälfte Teil der Übergangszone zwischen Sudan und Sahel ist. Südlich des Hauptorts verläuft das Flussbett des Goroubi, eines Nebenflusses des Niger.
Bei den Siedlungen im Gemeindegebiet handelt es sich um 56 Dörfer und 25 Weiler. Der Hauptort der Landgemeinde ist das Dorf Ouro Guélédjo.

## Geschichte
Bei Ouro Guélédjo befindet sich eine archäologische Fundstätte. Hier wurden Eisenschmelzvorrichtungen mit großen, abgerundeten Schlackebrocken entdeckt.
Der Ort wurde in der zweiten Hälfte des 19. Jahrhunderts von den Kindern von Mohamed Guéladio gegründet. Mohamed Guéladio kam ursprünglich aus Massina und wurde verbannt, nachdem er gegen im Kampf gegen die Tukulor verloren hatte. Der Herrscher von Say bekehrte ihn zum Islam und gab ihm ein kleines Herrschaftsgebiet bei Torodi. Im Jahr 1854 wurde Mohamed Guéladio von Al-Haddsch Omar eingeladen nach Massina zurückzukehren, er starb jedoch auf der Reise. Mohamed Guéladios Kinder blieben in Say und gründeten den Ort Ouro Guélédjo, den sie nach ihrem Vater benannten.

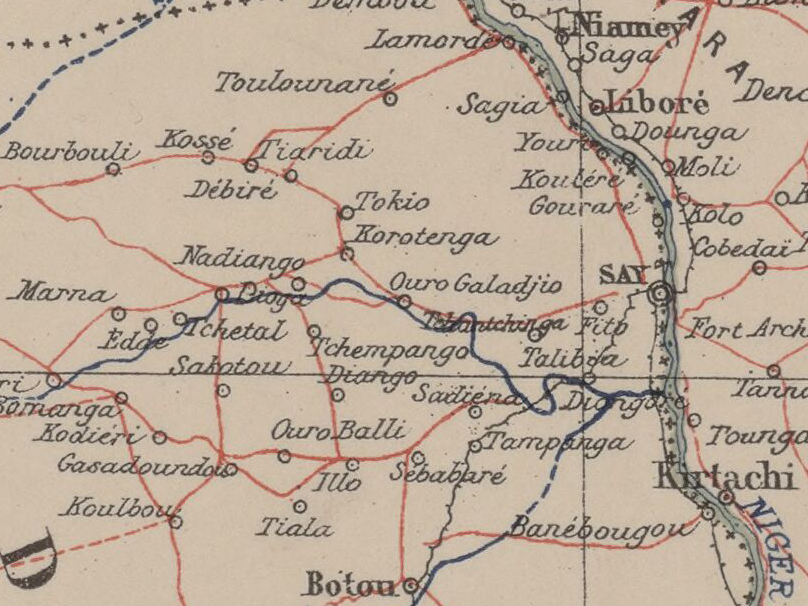
Ausschnitt einer Karte von 1903 mit Ouro Galadjio (Ouro Guélédjo) im Zentrum

Ibrahim Guéladio, einer der Söhne, schloss 1891 mit Parfait-Louis Monteil einen Vertrag, der sein Herrschaftsgebiet Ouro Guélédjo unter französisches Protektorat stellte, und empfing 1896 die französische Mission Hourst von Émile Auguste Léon Hourst freundschaftlich. Er pflegte auch enge Beziehungen zum Reich von Bambara.
Die Gemeinde Ouro Guélédjo wurde im Juli 2023 vermehrt zum Angriffsziel nichtstaatlicher bewaffneter Gruppen, die in den Dörfern Ouro Go, Pamboudjé, Sakati und Tientienga Fulbé Menschen ermordeten und die Bewohner zahlreicher weiterer Siedlungen zum Verlassen ihrer Häuser aufforderten. Dies löste eine Fluchtbewegung aus Ouro Guélédjo in die Nachbargemeinde Torodi aus.

## Bevölkerung
Bei der Volkszählung 2012 hatte die Landgemeinde 27.553 Einwohner, die in 2793 Haushalten lebten. Bei der Volkszählung 2001 betrug die Einwohnerzahl 19.506 in 1910 Haushalten.
Im Hauptort lebten bei der Volkszählung 2012 1927 Einwohner in 257 Haushalten, bei der Volkszählung 2001 1737 in 171 Haushalten und bei der Volkszählung 1988 1794 in 209 Haushalten.
In ethnischer Hinsicht ist die Gemeinde ein Siedlungsgebiet von Fulbe und Gourmantché.

## Politik
Der Gemeinderat (conseil municipal) hat 12 gewählte Mitglieder. Mit den Kommunalwahlen 2020 sind die Sitze im Gemeinderat wie folgt verteilt: 5 MODEN-FA Lumana Africa, 4 PNDS-Tarayya, 1 MNSD-Nassara, 1 MPR-Jamhuriya und 1 UDR-Tabbat.
Jeweils ein traditioneller Ortsvorsteher (chef traditionnel) steht an der Spitze von 40 Dörfern in der Gemeinde.

## Wirtschaft und Infrastruktur
Die wichtigsten Wirtschaftszweige sind der Ackerbau, der Viehzucht und der Handel. Die Gemeinde liegt in einer Zone, in der Regenfeldbau betrieben wird. Zwei markierte Transhumanz-Routen führen über Tamou beziehungsweise Torodi nach Burkina Faso. Im Hauptort befindet sich ein Wochenmarkt, der jeden Freitag abgehalten wird und angesichts der Bedeutung des Orts relativ klein ist. Bedeutende Wochenmärkte gibt es in den Siedlungen Tchélol Ballol und Tientienga Fulbé.
Im Jahr 2000 richtete die Hilfsorganisation SOS Sahel International eine Geburtsklinik in Ouro Guélédjo ein und schuf eine flächendeckende Versorgung mit Gesundheitseinrichtungen. Gesundheitszentren des Typs Centre de Santé Intégré (CSI) sind im Hauptort und in der Siedlung Tientienga Fulbé vorhanden. Der CEG Guéladio ist eine allgemein bildende Schule der Sekundarstufe des Typs Collège d’Enseignement Général (CEG). Beim Centre de Formation aux Métiers d’Ouro Guélédjo (CFM Ouro Guélédjo) handelt es sich um ein Berufsausbildungszentrum.
Durch die Gemeinde, unter anderem durch den Hauptort, verläuft die 61,7 Kilometer lange Landstraße RR6-002 zwischen der Stadt Say und dem Dorf Kobadjé. Das Dorf Tientienga Fulbé ist über die 22,3 Kilometer lange Route 668 mit dem Gemeindehauptort Makalondi verbunden.